# Wyszków (powiat węgrowski)
Wyszków – wieś w Polsce położona w województwie mazowieckim, w powiecie węgrowskim, w gminie Liw. Ma status sołectwa. Przez Wyszków przepływa rzeka Liwiec. 
Miejscowość jest siedzibą rzymskokatolickiej parafii Podwyższenia Krzyża Świętego.
Do 1954 roku istniała gmina Wyszków. W latach 1975–1998 miejscowość należała administracyjnie do województwa siedleckiego.

## Historia
Po raz pierwszy wieś była wzmiankowana w XIV wieku. W 1676 roku wybudowano tu kościół. Wyszków był siedzibą majątku Ossolińskich obejmującego trzy folwarki, które oprócz samego Wyszkowa znajdowały się jeszcze we wsi Ziomaki i Grodzisk.

## Zabytki
- kościół barokowy z 1788 roku, którego budowę rozpoczął Jan Stanisław Ossoliński i ukończył jego syn Aleksander Maciej Ossoliński herbu Topór.
  - obrazy Szymona Czechowicza
  - obrazy Franciszka Smuglewicza
- Epitafium Aleksandra Macieja Ossolińskiego z 1826 r. na wieży kościelnej
- trzy murowane kapliczki barokowe z XVIII w. (św. Jana Nepomucena, św. Floriana, św. Notburgi)[7]
- kopiec Tadeusza Kościuszki wybudowany przez miejscowych rolników w 1917 roku
- Znajdował się również barokowy pałac nad Liwcem za kościołem, który wybudował Jan Stanisław Ossoliński, rozebrany po I wojnie światowej